# Pascale Molinier
Pour les articles homonymes, voir Molinier.
Pascale Molinier, née en 1959, est une psychologue française et professeure de psychologie sociale à l'université Sorbonne Paris Nord.

## Biographie
Elle fait des études de psychopathologie et psychologie sociale à l'École des hautes études en sciences sociales et réalise en 1995 une thèse en psychologie dirigée par Christophe Dejours. Elle rejoint ensuite le CNAM en tant que maître de conférences. Elle a été rédactrice en chef de la revue Travailler. Revue internationale de psychodynamique et psychopathologie du travail. Depuis 2009, elle est professeure de psychologie sociale à l'université Sorbonne Paris Nord (anciennement Paris 13). De 2014 à 2018, elle a été directrice du laboratoire UTRPP (unité transversale de recherches en psychogenèse et psychopathologie, EA 4403.  
De 2012 à 2015, elle a été codirectrice du GIS l'Institut du genre. De 2014 à 2022, elle est directrice de publication des Cahiers du genre. Elle a été membre du comité de direction de l'Institut Émilie-du-Châtelet.
De 2020 à 2024, elle est Vice-présidente Recherche de l'Université Sorbonne Paris Nord.
En 2025, elle intègre le CEPED UMR 196. 
Ses thèmes de recherches sont la psychodynamique du travail, la psychothérapie institutionnelle, les formes de subjectivations en lien avec la division sexuée du travail. Avec Patricia Paperman et Sandra Laugier, elle est l'auteure de plusieurs ouvrages sur l'éthique et le travail de care.

## Publications

### Ouvrages
- L'énigme de la femme active : Égoïsme, sexe et compassion, Payot, 2003.
- Les enjeux psychiques du travail : Introduction à la psychodynamique du travail, Petite Bibliothèque Payot, 2006.
- Le travail du care, Paris, La Dispute, 2013. Ré-édition augmentée en 2020.
- Le care monde — Trois essais de psychologie sociale, ENS Éditions, Lyon 2018.
- Avec T. Ayouch, L. Laufer, B. Santos, Dis-donc, d’où tu parles ? Savoirs situés : enjeux et méthodes,  Éditions Herman, 2024.
- Avec L. Bourcier, Sophie Mercier Millot, La production du vivre. Genre, Travail et subalternité. Éditions Herman, 2021.
- Avec C. Ibos, A. Damamme, P. Paperman, Vers une société du care. Une politique de l’attention  (coll. Idées reçues). Paris, Le cavalier bleu. 2019.
- avec J.-M. de Chaisemartin, L. Gaignard et M. Younes, François Tosquelles et le travail. Editions d'Une, 2018.
- (co-dir.) avec S. Laugier et P. Paperman, Qu’est-ce que le care ? Souci des autres, sensibilité, responsabilité, Petite Bibliothèque Payot, 2009[6].
- avec L.G. Arango, Medellin, El trabajo y la Ética del Cuidado, La Carreta Social, 2011.

### Articles et chapitres d'ouvrages (sélection)
- From « Wonderful » Profession to the Harsh Realities of Health as a Commody : Colombian Nurses during the Pandemic. Dans N. Auraujo Guimaraes, H. Gottfried, H. Hirata and J. A. Pineda (Eds), Care and Pandemic. A transnational Perspective, Leiden, Boston : Brill, 2024, p 168-181.
- Le travail dans les marges. Dans D. Humphreys, N. Robert, L’exclusion aux frontières de l’humain ? FLes humanités à l’épreuve de la précarité et des crises migratoires. Paris, Hermann, 2024, p. 161-178.
- avec N. Blanc, S. Laugier, A. Querrien, Crisis Reveals the Fault Lines of Gender in Environmentalism—How Do We Value Everyday Environments? https://www.thenatureofcities.com/, en ligne le 19 juillet 2020.
- Foucaldienne, la psychanalyse ?, Entretien avec Jean Allouch. Genre, sexualité & société [En ligne], 21 | Printemps 2019, mis en ligne le 01 juin 2019, URL : http://journals.openedition.org/gss/5589 ; DOI : 10.4000/gss.5589
- Histoire de la vieille bouchère et autres récits. L’autodérision et la création du semblable dans le travail de soin. Champ Psy, 67, 133-146, 2015.
- Des différences dans les voix différentes : entre l’inexpressivité et la surexpressivité, trouver le ton. Recherches Féministes, vol. 28, no 1 : 45-60, 2015.